# Francis Dhomont
Francis Dhomont (París, 2 de noviembre de 1926-Aviñón, 28 de diciembre de 2023) fue un compositor francés de música electroacústica, música concreta y acusmática.

## Biografía

### Estudios musicales
Dhomont realizó estudios musicales con diversos maestros y maestras, como Charles Koechlin, Ginette Waldmeier y Nadia Boulanger.

### Carrera como compositor
A partir de la década de 1940 descubrió las posibilidades de la música con cinta magnética, de manera similar a lo que estaba haciendo Pierre Schaeffer con la música concreta. Usando esta tecnología realizó experimentos musicales con la grabación de sonidos. Debido a esto, Dhomont abandonó la escritura musical y los instrumentos, dedicándose solamente a la música electroacústica grabada.
A partir de su búsqueda, comenzó a interesarse en la acusmática, ya que encontraba relaciones morfológicas entre el sonido y las imágenes. Su búsqueda con la música electroacústica comenzó en 1980, en la Universidad de Montreal, y su obra previa a 1972 es prácticamente desconocida.

### Investigador
Como investigador y académico, publicó y editó diversos textos, como en la revista Musiques & Recherches, en Électroacoustique Québec: l’essor (Québec Electroacoustics: The Expansion) — for Circuit. También fue coeditor del Dictionnaire des arts médiatiques y participó como ponente en diversos programas de radio en Canadá y Francia.
De 1980 a 1996, dio clases en la Universidad de Montreal.

### Premios y reconocimientos
Distintas instituciones le han otorgado premios o reconocimientos, como el Conseil des arts et des lettres du Québec en 1997, quien le otorgó el premio para las artes Victor Martyn Lynch-Staunton. En 1999 fue condecorado con premios por sus obras en la República Checa, Italia, España, Hungría y Brasil. En Francia recibió en cinco ocasiones el premio Bourges para la música electroacústica. También fue galardonado con el segundo lugar en el Prix Ars Electronica, celebrado en Linz, Austria, en 1992.

## Estilo compositivo
Interesado sobre todo en la música electroacústica y acusmática, Dhomont utilizó sobre todo sonidos naturales grabados, los cuales después manipula, generando paisajes sonoros evocativos. Sus obras acusmáticas le dan significados a los sonidos, y también utiliza narrativas de ensoñación que producen un 'cine para el oído'.

## Obra

### Lista de obras
- - À cordes perdues (1977), contrabajo y cinta
- - L'air du large (1997-98)
- Acerca de K (2006)
- Asie (1975), presentación audiovisual (imágenes de Giovanni Biaggini)
- - Ensamblajes (1972)
- - AvatArsSon (1998)
- Carta al padre (2005)
- Cathédrale d'images (1977), presentación audiovisual a gran escala
- 1987 Claroscuro
- Chroniques de la lumière (1989, 2005)
- - Cité du dedans (1972)
- ¡Convulsivo! (1995)
- - Cuerpo y Alma (2001-02)
- CPH Commuter Music , 1997
- Drôles d'oiseaux (1985-86, 2001)
- - Electro (1990)
- En cuerdas (1998)
- - Espacio / Escape (1989)
- Espaces sonores pour des textes de Jean Tortel (1976), pieza radiofónica
- Figures de la nuit / Caras de la noche (1991-92)
- - Bosque profundo (1994-96)
- - Sinfonía Frankenstein (1997)
- - Glank-50 (2002)
- - Aquí y allá (2003)
- ¡Te saludo, viejo océano! (1998, 2000–04)
- Carta de Sarajevo (1995-96)
- - La liberté ou la mort (1976), música incidental
- Pero, ¿dejaremos morir a Arianna? (1979)
- - Metonimia o el cuerpo imposible (1976)
- - Moirures (2006), video musical
- - Les moirures du temps (1999-2000)
- morir un poco (1984-87)
- Nocturno en Combray (1995-96)
- - Novars (1989)
- Objetos encontrados (1996)
- Phonurgie (1998)
- Poe-Debussy, Autour de la maison Usher (1988), música incidental para un teatro musical de Marthe Forget
- - Puntos de vuelo (1982)
- Primeros rastros de la grada de gato (2006)
- - Preestrete (1994)
- - Rompecabezas (1975)
- ¿Quién está allí? (1990)
- Reflets LR (2003–06), videomusic
- Investigación (1998)
- Firmado Dionisio (1986-91)
- Simulacres: un autorretrato (1991)
- Sol y sombra L'espace des spectres (1998, 2000), guitarra y cinta
- Sous le regard d'un soleil noir (1979-81)
- - Studio de nuit (1992)
- - Sintagmas (1975)
- Terre d'ombres (2006), videomusic
- Les traces du rêve (1986), banda sonora, Les traces du rêve de Jean-Daniel Lafond, NFB
- - Tránsitos elementales (1983)
- Un autre Printemps (2000)
- - Otra primavera [video] (2000)
- - Vol. d'Arondes (1999, 2002)
- Voyage dans le voyage (1991), pieza radiofónica
- Voyage-miroir (2004)
- - Zonas y rizomas

## Discografía
- 1997 - Frankenstein Symphony. Asphodel[6]
- 2000 - Cycle de l'Errance. Orchard[7]
- 2000 - Sous le Regard d'Un Soleil Noir. IMED[8]
- 2000 - Les Derives du Signe, Orchard[9]
- 2000 - Foret Profonde. Orchard[10]
- 2000 - Sonic Circuits VIII. Innova[11]
- 2001 - Cycle du Son. Empreintes Digi[12]
- 2003 - Jalons. Empreintes Digi[13]
- 2006 - ...et autres utopies. Les Disques Victoire / Empreintes Digi[14]
- 2016 - Le Cri du Choucas. Empreintes Digi[15]